# Pandanus gabonensis
Pandanus gabonensis là một loài thực vật thuộc họ Pandanaceae. Đây là loài đặc hữu của Gabon.